# 佩尔·马蒂森
佩尔·马蒂森（挪威語：Per Mathiesen，1885年3月11日—1961年6月2日），挪威男子竞技体操运动员。他曾代表挪威获得1912年夏季奥运会体操比赛男子团体自由式金牌。他于1961年在萨尔普斯堡去世。